# Мальцев, Иван Александрович (чекист)
Ива́н Алекса́ндрович Ма́льцев (24 июня 1898, Билимбай, Пермская губерния — 24 августа 1940, Котласлаг, Архангельская область) — сотрудник ВЧК-ОГПУ-НКВД, майор государственной безопасности (1935). Входил в состав особой тройки НКВД СССР.
Депутат Верховного Совета РСФСР 1-го созыва.

## Биография
Иван Мальцев родился 24 июня 1898 года в семье рабочего-доменщика в посёлке Билимбаевского завода Билимбаевской волости Екатеринбургского уезда Пермской губернии, ныне посёлок Билимбай входит в городской округ Первоуральск Свердловской области. Русский.
В 1911 году окончил 2-классное министерское училище в посёлке при Билимбаевском чугуноплавильном заводе.
В 1911—1913 годах — погонщик, чернорабочий на Билимбаевском чугунолитейном и Верх-Исетском железоделательном заводах.
В 1913—1916 — рабочий-литейщик на Билимбайском чугунолитейном заводе.

### В армии
В 1916—1917 годах служил в Русской императорской армии. Рядовой 154 запасного пехотного полка (г. Глазов), рядовой 74-го Ставропольского пехотного полка. В 1917 году 7 месяцев был на Западном фронте. Дезертировал с военной службы.
В октябре 1917 года вступил в члены РСДРП(б), в 1918 году партия переименована в РКП(б), в 1925 году — в ВКП(б).
В 1917 году — помощник начальника и начальник отряда Красной гвардии при Билимбаевском чугунолитейном заводе.
С 20 июня 1918 года — помощник командира Отряда особого назначения (Пермская губерния), рядовой 1-го Уральского батальона им. Малышева.
С 20 июля 1918 года — начальник хозяйственной команды и начальник команды подслушивания батальона связи 30-й стрелковой дивизии (Восточный фронт РККА).
С 6 февраля 1920 года — комиссар военно-полевого строительства 5-й армии (Восточный фронт).
С 7 октября 1920 года — инструктор политотдела 5-й армии Восточного фронта.
С 23 марта 1921 года — комиссар 1-го Сибирского полка 5-й армии (Восточный фронт).
С 5 июня 1921 года — начальник особого отдела охраны границ Дальневосточной республики и Монголии, одновременно — военный комиссар батальона ВЧК.

### В органах государственной безопасности
С 30 декабря 1921 года — уполномоченный Екатеринбургской губЧК по Шадринскому уезду.
С 6 февраля 1922 года — уполномоченный ГПУ по Шадринскому уезду Екатеринбургской губернии.
С 1 января 1923 года — уполномоченный ГПУ по Верхотурскому уезду Екатеринбургской губернии.
С 8 сентября 1923 года — начальник Верхотурского окружного отдела ОГПУ, в мае 1924 года переименован в Тагильский окружной отдел ОГПУ. Член бюро Нижне-Тагильского окружкома РКП(б).
С 22сентября 1925 года — начальник Челябинского окружного отдела ОГПУ. Член бюро Челябинского окружкома ВКП(б).
С 1 апреля 1928 года — начальник Пермского окружного отдела ОГПУ. 14 декабря 1928 года освобожден от занимаемой должности.
С 19 января 1929 года — начальник Томского окружного отдела ОГПУ. Член бюро Томского окружкома ВКП(б).
С 30 ноября 1930 года — врид. начальника Административно-организационного управления Полномочного представительства ОГПУ по Уралу.
С 7 июля 1931 года — начальник Оренбургского оперативного сектора ОГПУ и ОО ОГПУ 11 кавдивизии. Член бюро Оренбургского горкома ВКП(б).
С 20 февраля 1934 года — помощник полномочного представителя ОГПУ по Средне-Волжскому краю.
С 31 июля 1934 года — помощник начальника УНКВД по Средне-Волжскому краю. Член пленума Куйбышевского крайкома ВКП(б).
С 17 апреля 1935 года — помощник начальника УНКВД по Киргизской АССР.
С 7 мая 1935 года — заместитель начальника УНКВД по Киргизской АССР. 4 декабря 1935 года откомандирован в распоряжение НКВД СССР. 25 декабря 1935 года присвоено специальное звание майор государственной безопасности 28 декабря 1935 года откомандирован в распоряжение УНКВД по Азово-Черноморскому краю.
С 14 января 1936 года — начальник УНКВД по Адыгейской автономной области, и одновременно (по совместительству) — начальник Краснодарского ГО НКВД, начальник Особого отдела НКВД 9-го стрелкового корпуса и 74-й стрелковой дивизии. С июня 1936 года УНКВД по Адыгейской автономной области переведено из Краснодара в Майкоп. Член бюро Адыгейского обкома ВКП(б). 22 февраля 1937 года откомандирован в ОК НКВД СССР.

### ГодыБольшого террора
С 31 марта 1937 года — помощник начальника УНКВД по Западно-Сибирскому краю. Член пленума Дзержинского райкома ВКП(б). Член бюро Новосибирского горкома ВКП(б).
С 15 августа 1937 года -—заместитель начальника УНКВД по Западно-Сибирскому краю.
С 1 октября 1937 года — заместитель начальника УНКВД по Новосибирской области. Член бюро Новосибирского обкома ВКП(б).
С 11 июня 1938 года по 28 января 1939 года — начальник УНКВД по Новосибирской области, и одновременно начальник Особого отдела Главного управления государственной безопасности НКВД Сибирского военного округа. Активный организатор репрессий. Этот период отмечен вхождением в состав особой тройки, созданной по приказу НКВД СССР от 30.07.1937 № 00447 и активным участием в сталинских репрессиях.
Депутат Верховного Совета РСФСР 1-го созыва, избран в июне 1938 года.

### Арест и гибель
Арестован 25 января 1939. Его усердно избивали на допросах, сломав четыре ребра.
14 мая 1940 года Военной коллегией Верховного суда СССР приговорён по статье 193-17 п. «а» УК РСФСР к 8 годам лишения свободы. В июне 1940 года этапирован к месту отбытия наказания. В августе 1940 приговор был опротестован как излишне мягкий. 3 июля 1940 года снят с этапа и помещён на лечение в Котласский пересыльный пункт ГУЛЖДС НКВД СССР.
Иван Александрович Мальцев умер при невыясненных обстоятельствах (возможно, покончил жизнь самоубийством) 24 августа 1940 года в Котласлаге, город Котлас Котласского района Архангельской области, ныне город — административный центр Муниципального образования «Котлас» той же области.
Не реабилитирован.

## Награды
- Орден Красной Звезды № 3397, 11 июля 1937 года[9] или 19 декабря 1937 года[10], за образцовое и самоотверженное выполнение важнейших правительственных заданий
- Юбилейная медаль «XX лет Рабоче-Крестьянской Красной Армии»
- Почётный знак ВЧК-ГПУ № 247, 2 декабря 1932 года
- Грамота и золотые часы, 19 декабря 1927 года, Коллегия ОГПУ, за беспощадную борьбу с контрреволюцией